# Srbinovska Maala
Srbinovska Maala (mazedonisch Србиновска Маала) ist ein Dorf im nördlichsten Teil der Republik Mazedonien und gehört zur Gemeinde Kriva Palanka. Es liegt auf 1083 Metern über dem Meeresspiegel zwischen den Gebirgszügen German, Krajište und Osogovska Planina im Dreiländereck Bulgarien, Mazedonien, Serbien. Etwa 15 Kilometer südöstlich befindet sich der Grenzübergang nach Bulgarien. Die Grenze zu Serbien liegt etwa 10 Kilometer nördlich des Dorfes. Etwa 7,5 Kilometer in südlicher Richtung liegt die Stadt Kriva Palanka.

## Quelle
- Daten zu Srbinovska Maala